# Каролін Даніелс
Каролін Даніелс (нім. Carolin Daniels; нар. 10 червня 1992) — колишня німецька тенісистка.
Найвищу одиночну позицію світового рейтингу — 363 місце досягла 26 жовтня 2015, парну — 143 місце — 2 листопада 2015 року.
Здобула 1 одиночний та 18 парних титулів туру ITF.

## Фінали ITF

### Одиночний розряд: 4 (1–3)
| Легенда          |
| ---------------- |
| турніри $100,000 |
| турніри $75,000  |
| турніри $50,000  |
| турніри $25,000  |
| турніри $10,000  |

| Фінали за покриттям |
| ------------------- |
| Тверде (0–0)        |
| Ґрунт (1–3)         |
| Трава (0–0)         |
| Килим (0–0)         |

| Результат | Ранг | Дата           | Турнір                  | Покриття | Суперниця          | Рахунок          |
| --------- | ---- | -------------- | ----------------------- | -------- | ------------------ | ---------------- |
| Поразка   | 1.   | 26 серпня 2012 | ITF Енсхеде, Нідерланди | Ґрунт    | Еліне Буйкенс      | 6–4, 3–6, 4–6    |
| Перемога  | 1.   | 29 липня 2013  | ITF Горб, Німеччина     | Ґрунт    | Сінді Бюргер       | 7–5, 6–4         |
| Поразка   | 2.   | 17 травня 2014 | ITF Бостад, Швеція      | Ґрунт    | Марія Саккарі      | 5–7, 2–6         |
| Поразка   | 3.   | 30 травня 2015 | ITF Москва, Росія       | Ґрунт    | Поліна Виноградова | 7–6(7), 3–6, 1–6 |

### Парний розряд: 38 (18–20)
| Легенда          |
| ---------------- |
| турніри $100,000 |
| турніри $75,000  |
| турніри $50,000  |
| турніри $25,000  |
| турніри $15,000  |
| турніри $10,000  |

| Фінали за покриттям |
| ------------------- |
| Тверде (5–2)        |
| Ґрунт (12–17)       |
| Трава (0–0)         |
| Килим (1–1)         |

| Результат | Ранг | Дата             | Турнір                                | Покриття   | Партнерка          | Суперниці                               | Рахунок             |
| --------- | ---- | ---------------- | ------------------------------------- | ---------- | ------------------ | --------------------------------------- | ------------------- |
| Поразка   | 1.   | 11 червня 2010   | ITF Апелдорн, Нідерланди              | Ґрунт      | Ніна Зандер        | Еліне Буйкенс Леоні Мекел               | 6–4, 3–6, [4–10]    |
| Поразка   | 2.   | 28 серпня 2010   | ITF Енсхеде, Нідерланди               | Ґрунт      | Юлія Вахачик       | Ольга Брозда Наталія Колат              | 1–6, 3–6            |
| Поразка   | 3.   | 19 червня 2011   | ITF Кельн, Німеччина                  | Ґрунт      | Крістіна Шаховец   | Ванесса Генке Анна Цая                  | 6–1, 3–6, [2–10]    |
| Перемога  | 1.   | 25 вересня 2011  | ITF Ешпіню, Португалія                | Ґрунт      | Кароліна Новак     | Морґан Понс Аліс Тіссе                  | 6–3, 6–0            |
| Перемога  | 2.   | 8 жовтня 2011    | ITF Сеттімо-Сан-П'єтро, Італія        | Ґрунт      | Лаура Шедер        | Федеріка ді Сарра Аліче Саворетті       | 7–5, 6–4            |
| Перемога  | 3.   | 22 квітня 2012   | ITF Лас-Франкезас-дал-Бальєс, Іспанія | Тверде     | Євгенія Пашкова    | Шармада Балу Хе Сижуй                   | 6–4, 6–3            |
| Перемога  | 4.   | 29 квітня 2012   | ITF Борнмут, Велика Британія          | Ґрунт      | Деяна Райкович     | Емі Боутелл Люсі Браун                  | 6–4, 6–3            |
| Поразка   | 4.   | 13 травня 2012   | ITF Бад-Заров, Німеччина              | Ґрунт      | Деяна Райкович     | Сімона Добра Мартіна Борецька           | 2–6, 2–6            |
| Поразка   | 5.   | 24 червня 2012   | ITF Алкмар, Нідерланди                | Ґрунт      | Світлана Пироженко | Еліне Буйкенс Кейтлін Горіскі           | 2–6, 4–6            |
| Поразка   | 6.   | 30 червня 2012   | ITF Бреда, Нідерланди                 | Ґрунт      | Ксенія Кнолль      | Їсалін Бонавентюре Ізабелла Шинікова    | 4–6, 6–7(5)         |
| Поразка   | 7.   | 28 липня 2012    | ITF Горб, Німеччина                   | Ґрунт      | Деяна Райкович     | Емма Геймен Яде Схулінк                 | 6–2, 3–6, [8–10]    |
| Перемога  | 5.   | 1 вересня 2012   | ITF Роттердам, Нідерланди             | Ґрунт      | Франціска Кеніґ    | Анаїс Лорендон Морґан Понс              | 6–3, 6–4            |
| Перемога  | 6.   | 6 вересня 2012   | ITF Анжі, Бельгія                     | Ґрунт      | Лаура Шедер        | Валентіні Грамматікопулу Лена Лутцаєр   | 6–4, 6–1            |
| Поразка   | 8.   | 3 листопада 2012 | ITF Стокгольм, Швеція                 | Тверде (i) | Лаура Шедер        | Гільда Меландер Пауліна Мілосавлєвіч    | 2–6, 1–6            |
| Перемога  | 7.   | 15 лютого 2013   | ITF Ляймен, Німеччина                 | Тверде (i) | Лаура Зігемунд     | Антонія Лоттнер Дарія Сальникова        | 6–1, 6–4            |
| Поразка   | 9.   | 14 липня 2013    | ITF Ашаффенбург, Німеччина            | Ґрунт      | Лаура Шедер        | Демі Схюрс Ева Ваканно                  | 5–7, 6–1, [12–14]   |
| Поразка   | 10.  | 28 липня 2013    | ITF Горб, Німеччина                   | Ґрунт      | Лаура Шедер        | Гільда Меландер Тетяна Котельникова     | 3–6, 3–6            |
| Перемога  | 8.   | 17 серпня 2013   | ITF Ратінген, Німеччина               | Ґрунт      | Анна Клазен        | Кароліна Влодарчак Бернісе ван де Велде | 7–5, 6–2            |
| Поразка   | 11.  | 27 вересня 2013  | ITF Пула, Італія                      | Ґрунт      | Лаура Шедер        | Аліче Матеуччі Клаудія Джовіне          | 6–1, 3–6, [5–10]    |
| Перемога  | 9.   | 18 січня 2014    | ITF Штутгарт, Німеччина               | Тверде (i) | Лаура Шедер        | Ліза Пономар Карін Кеннель              | 4–6, 6–1, [10–7]    |
| Перемога  | 10.  | 14 лютого 2014   | ITF Стокгольм, Швеція                 | Тверде (i) | Маргарита Лазарева | Луїза Марі Губер Нора Нідмерс           | 7–5, 6–3            |
| Перемога  | 11.  | 22 лютого 2014   | ITF Альтенкірхен, Німеччина           | Килим (i)  | Лаура Шедер        | Клаудія Джовіне Юстіна Озга             | 1–6, 6–4, [10–7]    |
| Поразка   | 12.  | 14 березня 2014  | ITF Гонесс, Франція                   | Ґрунт (i)  | Лена-Марі Гофманн  | Джессіка Понше Кароліна Стухла          | 7–6(4), 3–6, [3–10] |
| Перемога  | 12.  | 16 травня 2014   | ITF Бостад, Швеція                    | Ґрунт      | Ольга Янчук        | Анна Смоліна Любов Васильєва            | 6–4, 6–3            |
| Поразка   | 13.  | 7 червня 2014    | ITF Сараєво, Боснія і Герцеговина     | Ґрунт      | Меліс Сезер        | Барбора Крейчикова Вікторія Томова      | 6–7, 2–6            |
| Поразка   | 14.  | 20 липня 2014    | ITF Дармштадт, Німеччина              | Ґрунт      | Лаура Шедер        | Нікола Гоєр Вікторія Голубич            | 7–5, 2–6, [3–10]    |
| Поразка   | 15.  | 27 липня 2014    | ITF Горб, Німеччина                   | Ґрунт      | Лаура Шедер        | Гільда Меландер Барбора Штефкова        | 4–6, 1–6            |
| Поразка   | 16.  | 10 серпня 2014   | ITF Гехінген, Німеччина               | Ґрунт      | Антонія Лоттнер    | Елена Богдан Валерія Соловйова          | 3–6, 1–6            |
| Поразка   | 17.  | 31 жовтня 2014   | ITF Маргарет-Рівер, Австралія         | Тверде     | Лаура Шедер        | Міябі Іноуе Варатчая Вонгтінчай         | 6–4, 4–6, [3–10]    |
| Поразка   | 18.  | 24 січня 2015    | ITF Каарст, Німеччина                 | Килим (i)  | Нікола Гоєр        | Наталія Седліська Манді Ваґемакер       | 6–3, 4–6, [4–10]    |
| Перемога  | 13.  | 28 березня 2015  | ITF Порт-ель-Кантауї, Туніс           | Тверде     | Юстина Єгйолка     | Фатіма Ан-Набхані Ізабелла Шинікова     | 7–5, 5–7, [10–5]    |
| Перемога  | 14.  | 2 травня 2015    | ITF Вісбаден, Німеччина               | Ґрунт      | Вікторія Голубич   | Сінді Бюргер Вероніка Капшай            | 6–4, 4–6, [10–6]    |
| Поразка   | 19.  | 8 травня 2015    | ITF Бостад, Швеція                    | Ґрунт      | Лаура Шедер        | Корнелія Лістер Юліана Лісарасо         | 5–7, 7–5, [8–10]    |
| Перемога  | 15.  | 30 травня 2015   | ITF Москва, Росія                     | Ґрунт      | Альона Сотникова   | Ольга Янчук Дарія Касаткіна             | 6–2, 7–6(10)        |
| Поразка   | 20.  | 12 червня 2015   | ITF Ессен, Німеччина                  | Ґрунт      | Антонія Лоттнер    | Нікола Гоєр Вікторія Голубич            | 3–6, 3–6            |
| Перемога  | 16.  | 2 серпня 2015    | ITF Горб, Німеччина                   | Ґрунт      | Лідія Морозова     | Каталіна Пелла Гвадалупе Перес Рохас    | 7–6(3), 4–6, [10–7] |
| Перемога  | 17.  | 21 серпня 2015   | ITF Санкт-Петербург, Росія            | Ґрунт      | Лідія Морозова     | Натела Дзаламідзе Вероніка Кудерметова  | 6–4, 4–6, [10–6]    |
| Перемога  | 18.  | 10 червня 2017   | ITF Ессен, Німеччина                  | Ґрунт      | Лідія Морозова     | Аніта Гусарич Кімберлі Циммерманн       | 6–1, 6–4            |